# Стара Гута (Жирардовський повіт)
Стара Гута (пол. Stara Huta) — село в Польщі, у гміні Пуща-Марянська Жирардовського повіту Мазовецького воєводства.
Населення — 21 особа (2011).
У 1975-1998 роках село належало до Скерневицького воєводства.

## Демографія
Демографічна структура станом на 31 березня 2011 року:
|          | Загалом | Допрацездатний вік | Працездатний вік | Постпрацездатний вік |
| -------- | ------- | ------------------ | ---------------- | -------------------- |
| Чоловіки | 13      | 1                  | 10               | 2                    |
| Жінки    | 8       | 0                  | 2                | 6                    |
| Разом    | 21      | 1                  | 12               | 8                    |